# اشکی (ارومیه)
اشکی (ارومیه)، روستایی از توابع بخش سیلوانه شهرستان ارومیه در استان آذربایجان غربی ایران است.

## جمعیت
این روستا در دهستان ترگور قرار دارد و براساس سرشماری مرکز آمار ایران در سال ۱۳۸۵، جمعیت آن ۶۵ نفر (۱۱خانوار) بوده‌است.